# Erioptera albicapitella
Erioptera albicapitella är en tvåvingeart som först beskrevs av Edwards 1912.  Erioptera albicapitella ingår i släktet Erioptera och familjen småharkrankar.
Artens utbredningsområde är Seychellerna. Inga underarter finns listade i Catalogue of Life.